# Meccanismi di collocamento dei titoli di Stato e delle obbligazioni
I meccanismi di collocamento dei titoli di Stato e delle obbligazioni sono quelle pratiche che ogni emittente di obbligazioni ha la necessità di trovare, definite le caratteristiche dei titoli, al fine di raggiungere un accordo tra prezzo di collocamento e volumi.

## Collocamento
Ad eccezione del private placement, dove l'azienda contatta direttamente gli investitori potenziali, assistita da intermediari specializzati, stabilendo in maniera concertata caratteristiche dei titoli e quantità, il più delle volte le prassi impiegate si basano su regole ben precise.
Le modalità di collocamento sono essenzialmente tre:
- collocamento a fermo (per obbligazioni societarie e bancarie)
- collocamento a rubinetto (per Buoni postali e certificati di deposito bancari)
- collocamento attraverso asta (che può essere marginale o competitiva), utilizzato per i titoli di Stato

## Collocamento a fermo
Nel collocamento a fermo l'emittente comunica le condizioni di prezzo e volume che ha stabilito. Gli acquirenti fanno a questo punto le loro richieste entro un lasso di tempo breve (generalmente una settimana). L'emittente che utilizza questa modalità corre il rischio derivante da un'erronea valutazione dell'appetibilità dei propri titoli, in quanto se la domanda è più alta dell'offerta si perde la possibilità di un collocamento ad un prezzo superiore, se la domanda è più bassa dell'offerta non si ha il collocamento completo dei titoli emessi.

## Collocamento a rubinetto
Nel collocamento a rubinetto l'emittente fissa il prezzo dei titoli ma non la quantità. Le richieste possono pervenire in tempi molto lunghi, con possibilità di ritoccare il prezzo stesso nella finestra temporale. Tale modalità di collocamento consente di ridurre i costi (ad es. in caso di eccesso di domanda, consente di aumentare la raccolta senza impatto sul costo).

## Collocamento attraverso asta
Il collocamento attraverso asta è infine la modalità standard di collocamento utilizzata in Italia per i titoli di Stato. Esso si articola in due tipologie fondamentali: l'asta competitiva (BOT) e l'asta marginale (per i BTP, CCT, CTZ). In entrambi i casi sono fissati i volumi dell'emissione, ma non il prezzo.
L'asta marginale consiste in una fase iniziale di richiesta durante la quale vengono fatte pervenire le proposte (prezzo e quantità richieste) dagli acquirenti. Successivamente vengono aggiudicate le quantità di titoli richieste ai prezzi unitari più alti, con attribuzioni in ordine decrescente sulla base del prezzo unitario offerto. Il prezzo di aggiudicazione è tuttavia unico per tutte le offerte accettate ed è pari al più basso dell'ultima offerta soddisfatta.
Nel caso di asta competitiva, invece, le prime due fasi sono analoghe a quelle esposte relativamente all'asta marginale, ma in questo caso il prezzo da pagare da coloro che si sono aggiudicati i titoli è quello presentato nell'offerta. Le quantità residue vengono aggiudicate proporzionalmente all'offerta originaria fatta. Distribuite le varie quote ai vari prezzi si procede al calcolo della media ponderata del prezzo (PMP), valore che verrà poi applicato dagli intermediari per trattare richieste di acquisto da parte di acquirenti di quegli stessi titoli.